# Zens
Zens è una frazione del comune tedesco di Bördeland, nella Sassonia-Anhalt.

Fino al 28 dicembre del 2007 è stato comune autonomo.